# Brigitte Wohlmuth
Brigitte Wohlmuth (* 18. Juli 1945) ist eine ehemalige österreichische Politikerin (SPÖ).
Brigitte Wohlmuth ist verheiratet, Mutter und wohnt in Mauthausen. Sie war Gemeinderat bzw. Ersatzgemeinderat von 1973 bis 2008 und von 1991 bis 2003 Abgeordnete zum Oberösterreichischen Landtag. Sie widmete sich besonders den Arbeitsschwerpunkten Frauen- und Familienpolitik.
Seit 2007 ist sie Ehrenringträgerin der Marktgemeinde Mauthausen. 2004 wurde ihr das Goldene Ehrenzeichen des Landes Oberösterreich verliehen.

## Politische Funktionen
- Orts- und Bezirksfrauenvorsitzende der SPÖ Mauthausen
- Mitglied des Bezirksparteivorstandes der SPÖ des Bezirks Perg
- Mitglied des Landesvorstandes der SPÖ Oberösterreich (1995 bis 2003)
- Mitglied des Bundesparteivorstandes der SPÖ
- Abgeordnete zum oberösterreichischen Landtag aus dem Wahlkreis Mühlviertel (1991 bis 2003)
- Mitglied des Ausschusses Bildung, Kultur und Sport des oberösterreichischen Landtags
- Mitglied des Ausschusses Bildung, Kultur und Sport, des Sozial-, des Petitions- und des Rechtsbereinigungsausschusses des oberösterreichischen Landtags sowie Ersatzmitglied in weiteren Ausschüssen